# طلتروس بستاني
طلتروس بستاني (الاسم العلمي: Talitrus hortulanus) هو نوع من المفصليات يتبع جنس الطلتروس من الفصيلة الطلتروسية.